# Volcanion
Volcanion (ボルケニオン, Volcanion) est une espèce de Pokémon de la sixième génération.
Sa première apparition a lieu en 2013, dans les jeux vidéo Pokémon X et Pokémon Y. Ce Pokémon est du double type feu et eau et occupe la 721e emplacement du Pokédex, l'encyclopédie recensant les différentes espèces de Pokémon.
Il est officiellement révélé le 12 décembre 2015 lors de l'annonce de son apparition dans le film Pokémon the Movie XY & Z.
Il est distribué pour la première fois au Japon le 26 avril 2016.

## Description
Il est le numéro 721 du Pokédex national, il a été découvert grâce à une technique : des joueurs ont cherché après avoir utilisé une powersave et complété le Pokédex et regardé dans la GTS, et son trio fut découvert, des hackeurs le trouvent dans la forêt de Nevartault en bidouillant le jeu.

## Apparition

### Jeux vidéo
- Pokémon X et Y
- Pokémon Rubis Oméga et Saphir Alpha